# Jihomoravský krajský přebor 1984/1985
V soubojích 25. ročníku Jihomoravského krajského přeboru 1984/85 (jedna ze skupin 5. fotbalové ligy) se utkalo 28 týmů (po 14 ve dvou skupinách A a B) každý s každým dvoukolovým systémem podzim–jaro. Tento ročník začal v srpnu 1984 a skončil v červnu 1985.
Po sezoně 1982/83 proběhla reorganizace krajských soutěží. V období 1983/84 – 1985/86 byl Jihomoravský krajský přebor rozdělen na skupiny A a B po 14 účastnících. I. A třída (6. stupeň) a I. B třída (7. stupeň) byly zrušeny. Jako 6. stupeň byla zavedena Jihomoravská krajská soutěž, hraná v 6 skupinách A, B, C, D, E a F. Sedmou nejvyšší soutěží byly v sezonách 1983/84, 1984/85 a 1985/86 Okresní přebory, často též rozdělené do skupin.

## Nové týmy v sezoně 1984/85
- Z Divize D 1983/84 nesestoupilo do Jihomoravského krajského přeboru žádné mužstvo.
- Skupina A: Ze skupin Jihomoravské krajské soutěže I. třídy 1983/84 postoupila 3 mužstva: TJ Družstevník Miroslav (vítěz skupiny A), TJ Spartak I. brněnská (vítěz skupiny C) a TJ Spartak Velká Bíteš (vítěz skupiny D).[2]
- Skupina B: Ze skupin Jihomoravské krajské soutěže I. třídy 1983/84 postoupila 3 mužstva: TJ Sigma Hodonín (vítěz skupiny B), RH Holešov (vítěz skupiny E) a TJ LET Kunovice (vítěz skupiny F).[2]

## Skupina A
Zdroj: 
| Poř. | Tým                         | Z  | V  | R | P  | VG | OG | B  |
| ---- | --------------------------- | -- | -- | - | -- | -- | -- | -- |
| 1.   | TJ Modeta Jihlava           | 26 | 19 | 3 | 4  | 68 | 20 | 41 |
| 2.   | TJ Sokol Žabovřesky         | 26 | 13 | 6 | 7  | 31 | 29 | 32 |
| 3.   | TJ Sokol Bystrc-Kníničky    | 26 | 12 | 5 | 9  | 37 | 30 | 29 |
| 4.   | TJ Sokol Lanžhot            | 26 | 11 | 7 | 8  | 40 | 35 | 29 |
| 5.   | TJ Spartak Jihlava          | 26 | 11 | 6 | 9  | 37 | 36 | 28 |
| 6.   | TJ Pálava Mikulov           | 26 | 11 | 6 | 9  | 41 | 44 | 28 |
| 7.   | TJ Baník Zbýšov             | 26 | 11 | 4 | 11 | 29 | 26 | 26 |
| 8.   | TJ Moravská Slavia Brno     | 26 | 9  | 8 | 9  | 30 | 28 | 26 |
| 9.   | TJ RH Znojmo                | 26 | 9  | 8 | 9  | 33 | 32 | 26 |
| 10.  | TJ Spartak I. brněnská (N)  | 26 | 8  | 9 | 9  | 34 | 34 | 25 |
| 11.  | TJ BOPO Třebíč              | 26 | 11 | 2 | 13 | 52 | 38 | 24 |
| 12.  | TJ Družstevník Miroslav (N) | 26 | 8  | 6 | 12 | 28 | 38 | 22 |
| 13.  | TJ Spartak Velká Bíteš (N)  | 26 | 5  | 4 | 17 | 23 | 62 | 14 |
| 14.  | TJ Sokol Kostice            | 26 | 6  | 2 | 18 | 17 | 58 | 14 |

Poznámky:
- Z = Odehrané zápasy; V = Vítězství; R = Remízy; P = Prohry; VG = Vstřelené góly; OG = Obdržené góly; B = Body; (S) = Mužstvo sestoupivší z vyšší soutěže; (N) = Mužstvo postoupivší z nižší soutěže (nováček)

|  | Baráž o postup do Divize D 1985/86                             |
|  | Sestup do skupin Jihomoravské krajské soutěže I. třídy 1985/86 |

## Skupina B
Zdroj: 
| Poř. | Tým                    | Z  | V  | R  | P  | VG | OG | B  |
| ---- | ---------------------- | -- | -- | -- | -- | -- | -- | -- |
| 1.   | TJ Spartak Hulín       | 26 | 16 | 7  | 3  | 54 | 24 | 39 |
| 2.   | TJ Baník Ratíškovice   | 26 | 16 | 3  | 7  | 52 | 31 | 35 |
| 3.   | TJ Veselí nad Moravou  | 26 | 13 | 6  | 7  | 47 | 35 | 32 |
| 4.   | TJ Sigma Hodonín (N)   | 26 | 10 | 8  | 8  | 34 | 28 | 28 |
| 5.   | TJ Slavia Kroměříž     | 26 | 10 | 6  | 10 | 49 | 41 | 26 |
| 6.   | TJ Štítná nad Vláří    | 26 | 10 | 5  | 11 | 39 | 46 | 25 |
| 7.   | VTJ Kroměříž           | 26 | 8  | 8  | 10 | 40 | 42 | 24 |
| 8.   | TJ Dolní Němčí         | 26 | 8  | 8  | 10 | 30 | 34 | 24 |
| 9.   | TJ Gottwaldov „B“      | 26 | 6  | 11 | 9  | 47 | 47 | 22 |
| 10.  | TJ Jiskra Otrokovice   | 26 | 9  | 4  | 13 | 34 | 44 | 22 |
| 11.  | TJ LET Kunovice (N)    | 26 | 9  | 4  | 13 | 27 | 38 | 22 |
| 12.  | RH Holešov (N)         | 26 | 6  | 10 | 10 | 34 | 49 | 22 |
| 13.  | TJ Spartak MEZ Brumov  | 26 | 8  | 5  | 13 | 37 | 48 | 21 |
| 14.  | TJ Sokol Újezdec-Těšov | 26 | 10 | 1  | 15 | 34 | 51 | 21 |

|  | Baráž o postup do Divize D 1985/86                             |
|  | Sestup do skupin Jihomoravské krajské soutěže I. třídy 1985/86 |

Poznámky:
- Z = Odehrané zápasy; V = Vítězství; R = Remízy; P = Prohry; VG = Vstřelené góly; OG = Obdržené góly; B = Body; (S) = Mužstvo sestoupivší z vyšší soutěže; (N) = Mužstvo postoupivší z nižší soutěže (nováček)
- Mužstvu TJ Gottwaldov „B“ byl odečten jeden bod za administrativní nedostatek.[6]

## Baráž o postup doDivize D 1985/86
Stejně jako v předešlé sezoně se o postup ucházelo vítězné mužstvo skupiny B, TJ Spartak Hulín. Ani tentokrát však proti vítězi skupiny A neuspělo, do Divize D 1985/86 postoupilo mužstvo TJ Modeta Jihlava. První zápas v Hulíně skončil nerozhodně 1:1 a v jihlavské odvetě zvítězili domácí před zraky 2 500 diváků 2:0 brankami Rejdy ze 49. (PK) a 56. minuty. Rozhodčím druhého utkání byl prvoligový sudí Dymo Piškula.